# 紅網紋假鰓鱂
紅網紋假鰓鱂，為輻鰭魚綱鯉齒目鰕鱂亞目鰕鱂科的其中一種，為熱帶淡水魚，分布於非洲查德湖南部與沙立河下游流域，本魚體粗壯，體色以淡藍色為底，具紅褐色網紋，尾鰭、背鰭及臀鰭暗紅色，魚鰭邊緣由外向內為黑色及白色，體長可達5公分，棲息在季節性的溪流、沼澤、水塘底中層水域，生活習性不明。

## 擴展閱讀
維基物種上的相關：紅網紋假鰓鱂